# Saint-Armand
Saint-Armand är en kommun i provinsen Québec i Kanada. Den ligger i regionen Estrie, i den sydöstra delen av landet, 210 km öster om huvudstaden Ottawa. Kommunen införlivade bykommunen Philipsburg 1997.